# Harrisia earlei
Harrisia earlei ist eine Pflanzenart in der Gattung Harrisia aus der Familie der Kakteengewächse (Cactaceae). Das Artepitheton earlei ehrt den US-amerikanischen Botaniker Franklin Sumner Earle (1856–1929).

## Beschreibung
Harrisia earlei wächst niederliegend-strauchig bis hängend. Die dunkelgrünen Triebe weisen Durchmesser von 2 bis 6 Zentimeter auf und sind 2 bis 3 Meter lang. Es sind fünf bis sieben Rippen vorhanden, die bei Jungtrieben kantig und bei alten Trieben fast zylindrisch sind. Die fünf bis acht nadeligen, aufsteigenden, anfangs schwarzen Dornen vergrauen später und sind 4 bis 5 Zentimeter lang.
Die Blüten erreichen eine Länge von bis zu 20 Zentimeter. Die gelben, niedergedrückt kugelförmigen Früchte sind anfangs gehöckert und später glatt. Sie weisen Durchmesser von 6 bis 7 Zentimeter auf.

## Verbreitung und Systematik
Harrisia earlei ist auf Kuba in der Provinz Pinar del Río auf steilen Kalkfelsen in laubabwerfendem Gebüsch verbreitet.
Die Erstbeschreibung erfolgte 1920 durch Nathaniel Lord Britton und Joseph Nelson Rose.
Harrisia earlei ist nur unzureichend bekannt.

## Nachweise